# 达妮埃拉·萨拉伊巴
达妮埃拉·萨拉伊巴·费尔南德斯（葡萄牙語：Daniella Sarahyba Fernandes，1986年7月8日—）是一位巴西模特兒，出生於里約熱內盧。她的母親Mara Lúcia Sarahyba也是一位模特兒。她在12歲起開始擔任模特兒至今。目前是H&M與班尼頓等公司的簽約模特兒。

## 外部連結
- （葡萄牙文） Daniella Sarahyba official site
- （英文） Daniella Sarahyba at SI.com （页面存档备份，存于）